# Laufenburg (Baden)

Laufenburg (Baden) (în alemanică Laufeburg) este un oraș situat pe Rin în districtul Waldshut din Baden-Württemberg, Germania.

## Istorie
Laufenburg a fost pentru prima dată menționat în 1173 ca parte a posesiunilor Abației Säckingen, care conducea orașul ca vasal al casei de Habsburg în cadrul Austriei Anterioare. Va rămâne așa până în 1801 când, în cadrul Păcii de la Lunéville, Napoleon a impus retrocedarea sa Marelui Ducat de Baden.